# Hypopyra ossigeroides
Hypopyra ossigeroides là một loài bướm đêm trong họ Erebidae.